# スリナムの国章
スリナムの国章（スリナムのこくしょう）は独立時の1975年11月25日に採用されている。
標語のJustitia - Pietas – Fides（正義 - 忠誠 - 敬虔な言行）が下部にあり、さらに二人のシールドを運んでいる先住民がいる。盾の左半分は過去、アフリカから奴隷が船で連れられて来たことを象徴している。シールドの右半分にはロイストネが見え、これは正義の人物のシンボルである（「正義の人物はパームのような花であるべきである」）。中央のハート形のダイアモンドは、自然の愛であるとみなされている。ダイアモンドの四角は風の方向を表している。ダイアモンドの中には五角の星がある。この星はスリナムの住人の出身地であるアフリカ、アメリカ、オーストラリア、アジア、ヨーロッパの五大陸を象徴している。

オランダの植民地時代に使用された紋章
1959年から1975年までの紋章